# Château-ferme de Foisches
Le château-ferme de Foisches dite ferme des Templiers  est une ancienne maison forte, transformée en exploitation agricole, située à Foisches, en France.

## Description

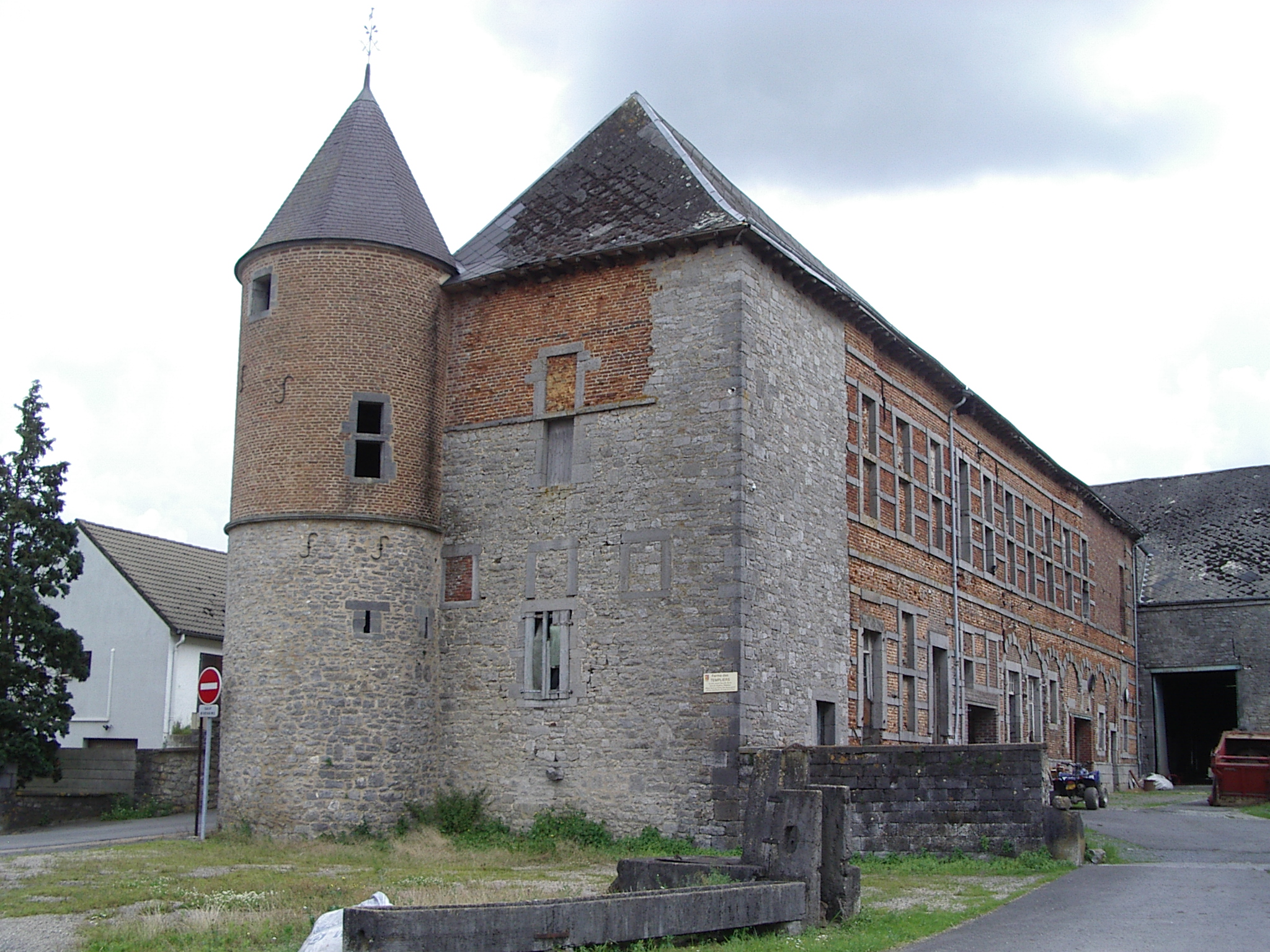
Aile Est et vue sur la façade sur cour.

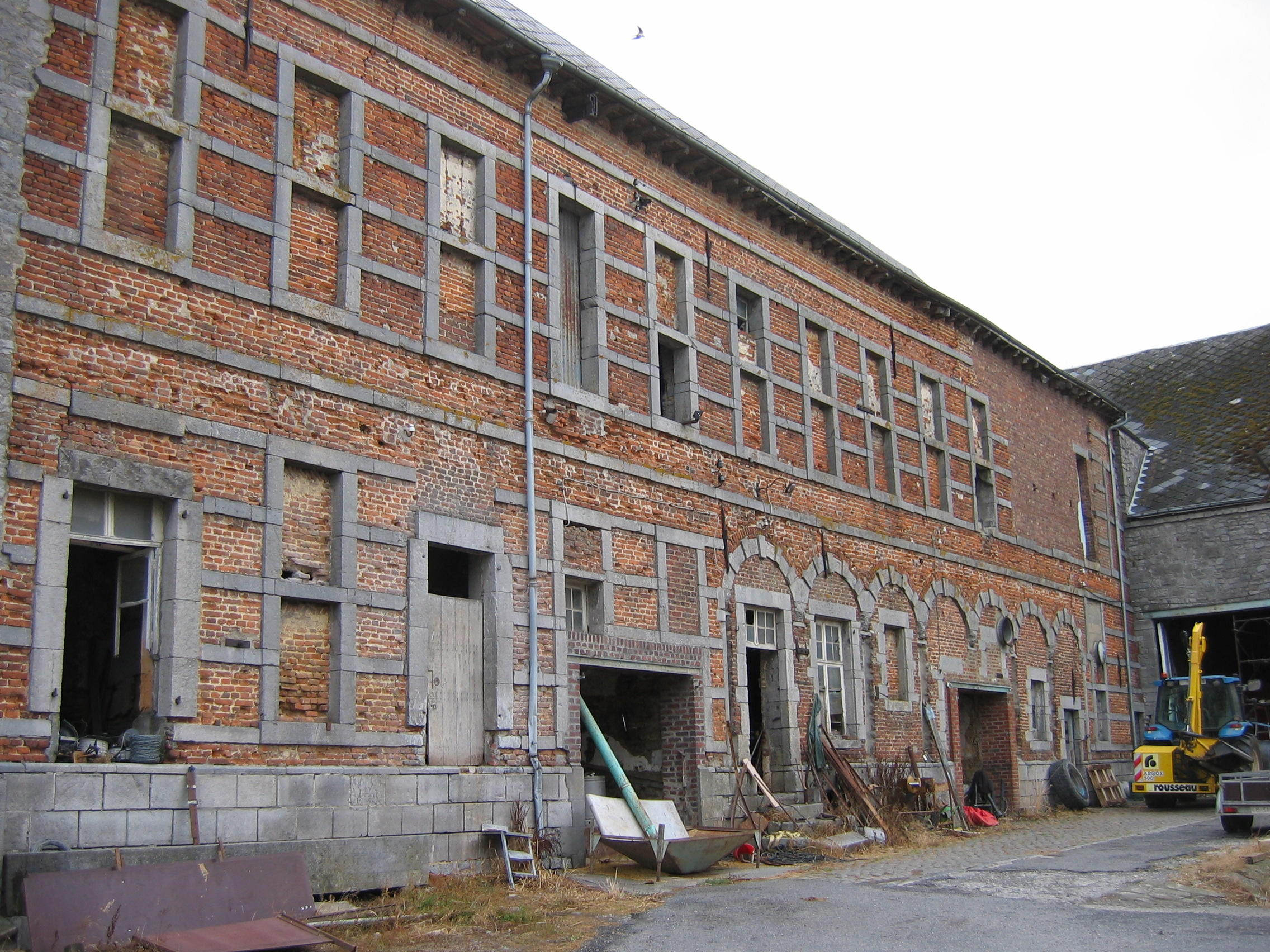
Façade sur cour de l'aile Est.

L'édifice est disposé autour d'une cour rectangulaire et flanqué de trois tours d'angle. Il est bâti en pierre et en briques. Les ouvertures extérieures sont rares, excepté de grandes portes créées pour l'exploitation agricole.
La façade sur cour de l'aile Est du bâtiment se signale par un décor intéressant dans son ordonnancement, d'un style relativement exceptionnel en Ardennes, bien qu'utilisant des matériaux régionaux. Un ensemble de lignes en pierre bleue de Givet, correspondant notamment aux linteaux  et aux appuis des fenêtres, encadrées de cette même pierre, et reliées entre elles par des cordons en forme de bandeaux, ressort de la maçonnerie de briques. 
S'y ajoute, sur le côté droit de cette façade sur cour, une série de sept arcades en plein cintre, rehaussées de claveaux placés en bossages et reposant sur des colonnes. Ces colonnes ont été en partie sculptées, vraisemblablement de têtes grotesques, martelées par la suite.
Cette façade de l'aile Est date de la construction initiale, au début du XVIIe siècle. D'autres parties de l'édifice ont été remaniées au XIXe siècle et XXe siècle.

## Localisation
Le château-ferme est situé sur la commune de Foisches, dans le département français des Ardennes. Le village est sur un flanc de colline et l'édifice est au pied de la colline, légèrement en contrebas de l'église, proche.

## Historique

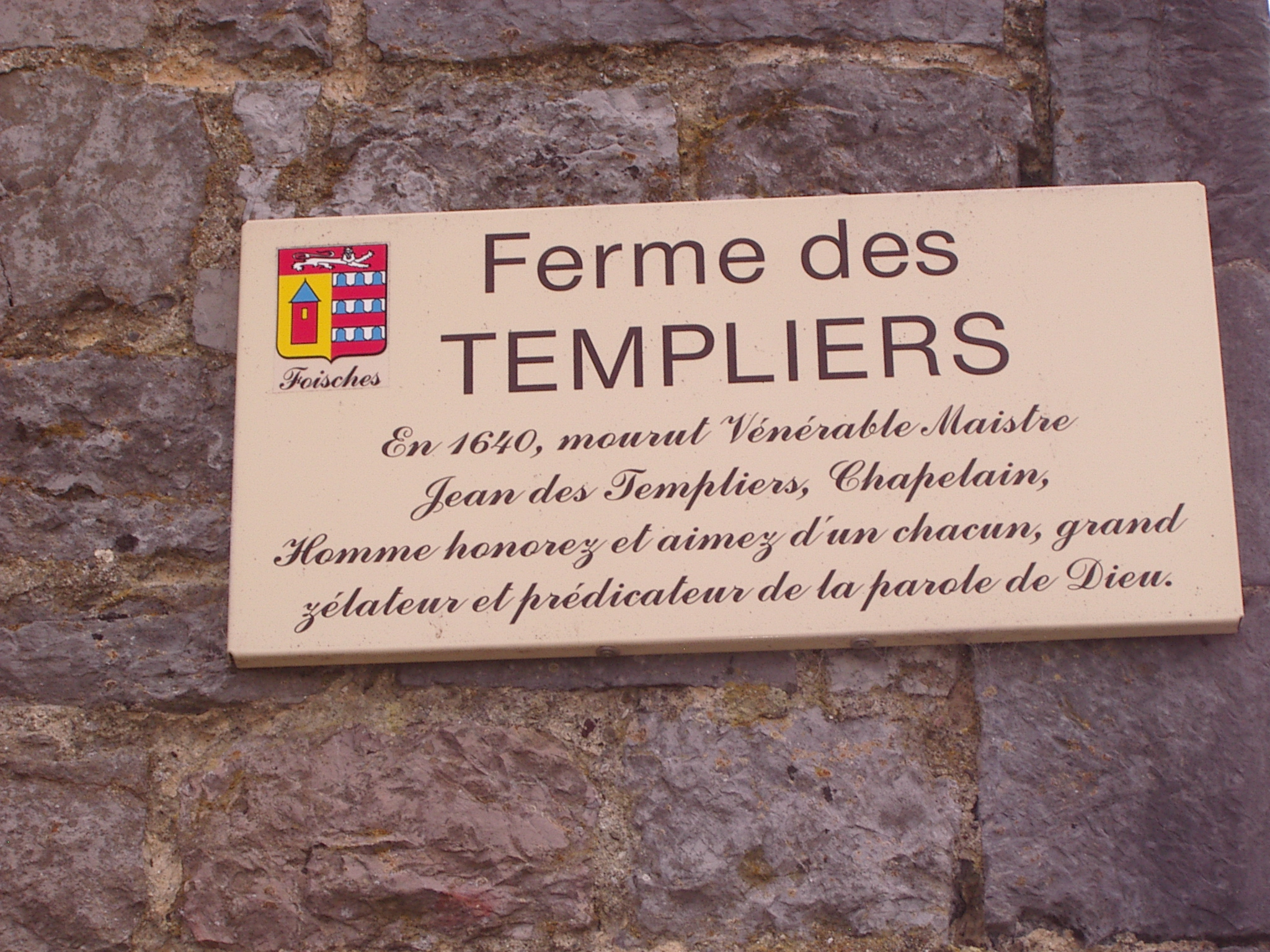
Famille des Templiers.

Le château ferme appartenait à l'origine à la famille « des Templiers » d'où son nom. En effet, contrairement à l'idée communément véhiculée et reprise dans différents documents et sites web, l'édifice n'a rien à voir avec l'ordre du Temple, compte tenu de la date de sa construction (début des années 1600).
À la suite des combats entre les troupes royales françaises et les armées de Charles Quint, un acte de Charles de Berlaymont, en 1558, indique que le village est en ruines. À l'issue des combats, le capitaine de Hierges fait construire cette maison forte dans la commune, placée à proximité de l'église Saint-Martin.
En 1640, l'attaque de Charlemont (tenu par les Espagnols) par les troupes du maréchal de la Meilleraye provoque à nouveau des destructions. La maison forte est remise en état dans les années qui suivent et la chapelle attenante  restaurée en 1671. 
Elle est transformée en ferme après la Révolution et appelée ferme des Templiers. L'ouvrage fortifié a été par la suite utilisé comme logement pour les officiers du proche Fort de Charlemont de Givet. L'édifice est inscrit au titre des monuments historiques en 1991.